# Wald-Wasser-Wolle-Wander-Weg
Der Wald-Wasser-Wolle-Wander-Weg ist ein 20,5 Kilometer langer Rundwanderweg im westlichen Teil der Stadt Radevormwald in Nordrhein-Westfalen. Er besitzt als Wegzeichen ein Ra im Kreis und wird daher auch als Radevormwalder Rundweg bezeichnet. Bei einer Umfrage in einem Wanderportal in Zusammenarbeit mit der Stiftung Warentest wurde der Wanderweg im Januar 2009 mit 5.400 Stimmen zum beliebtesten Wanderziel in Nordrhein-Westfalen gewählt.

## Benennung
Der Wanderweg wurde 2007 von dem Bezirk Bergisches Land des Sauerländischen Gebirgsvereins (SGV) neu geschaffen. Das Wald im Namen steht für den naturnahen Verlauf hauptsächlich durch Wälder, das Wolle für die industriegeschichtlich bedeutsamen Fabriken der Textilindustrie am Weg im Tal der Wupper und Wasser für die langen Abschnitte entlang der Wupper, der Wuppertalsperre und weiteren Bächen.

## Verlauf
Der Weg beginnt im Radevormwalder Stadtzentrum. Er führt nach Süden aus der Stadt nach Walkmüllersiepen, wo ein kurzer Abstecher nach Sieplenbusch (Museum für Asiatische Kunst) lohnt. Weiter geht es über Geilensiepen und Espert durch das Ispingrader Bachtal (Teil des Naturschutzgebietes Wiebachtal und Siepener Bachtal) zur Wiebach-Vorsperre der Wuppertalsperre. Man folgt dem Weg über Berg und Heidersteg am Ufer entlang zum Damm der Wuppertalsperre. Anschließend berührt er die ehemalige Papierfabrik in Wilhelmstal, die ehemalige Textilfabrik Hardt & Pocorny in Dahlhausen, den Museumsbahnhof Dahlhausen, weitere denkmalgeschützte Textilfabriken bei Vogelsmühle und das Wülfingmuseum in der alten Textilfabrik in Dahlerau. Über Herkingrade, Im Hagen und dem Uelfebad schließt sich wieder die Runde.

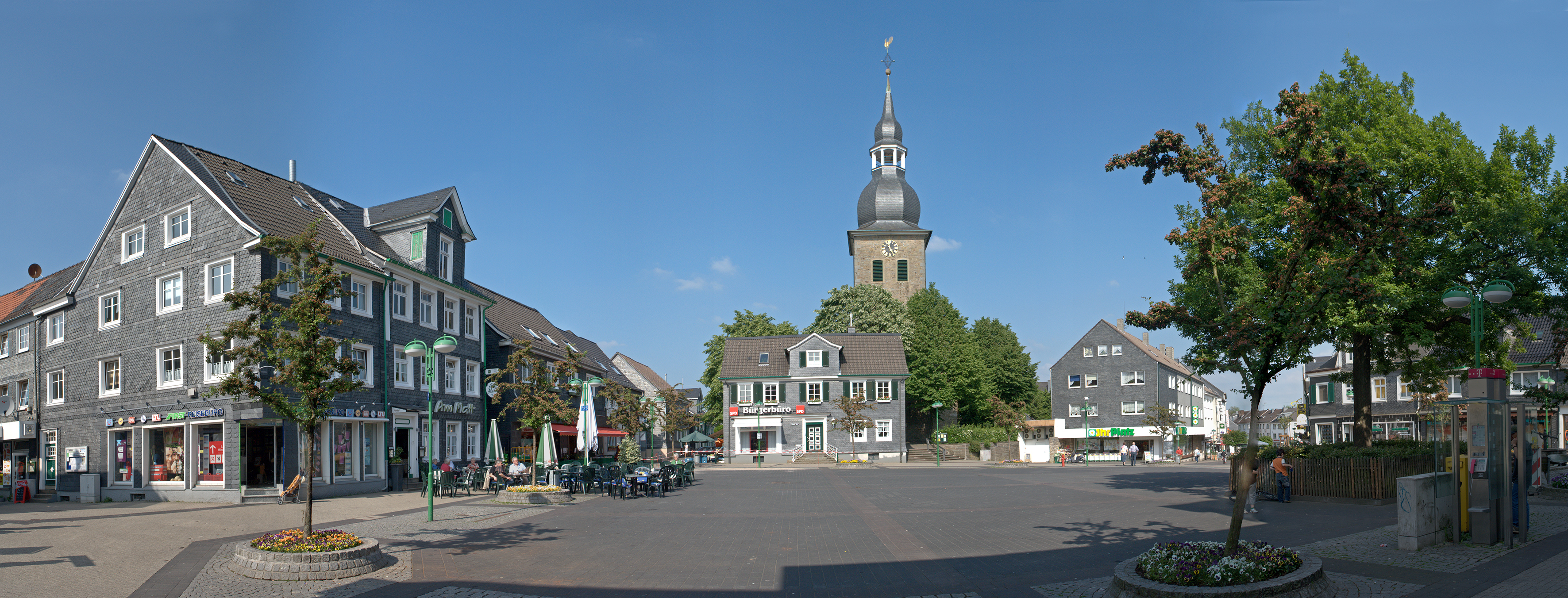
Radevormwald (Zentrum)
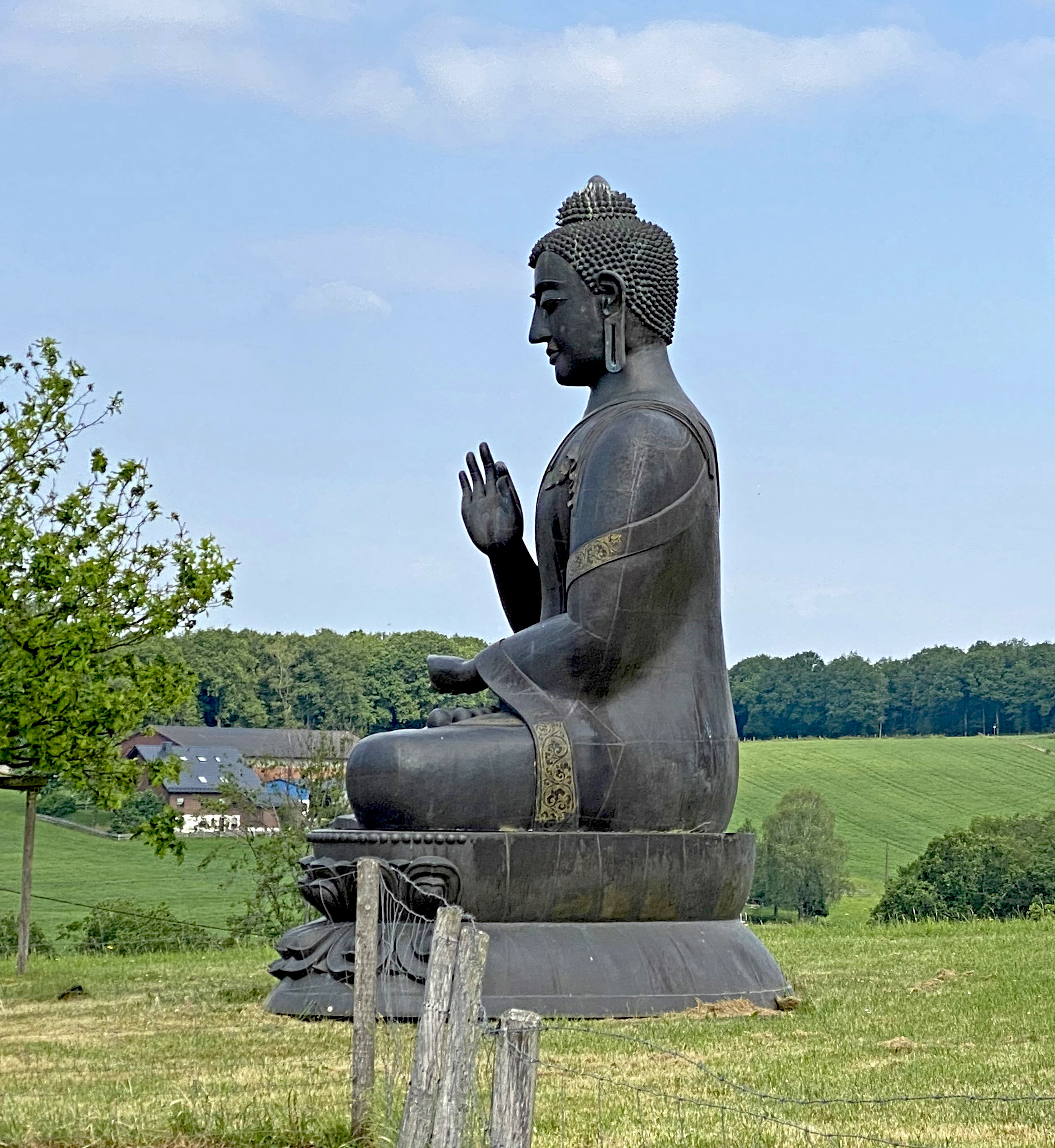
Abstecher ins Museum für Asiatische Kunst in Radevormwald-Sieplenbusch
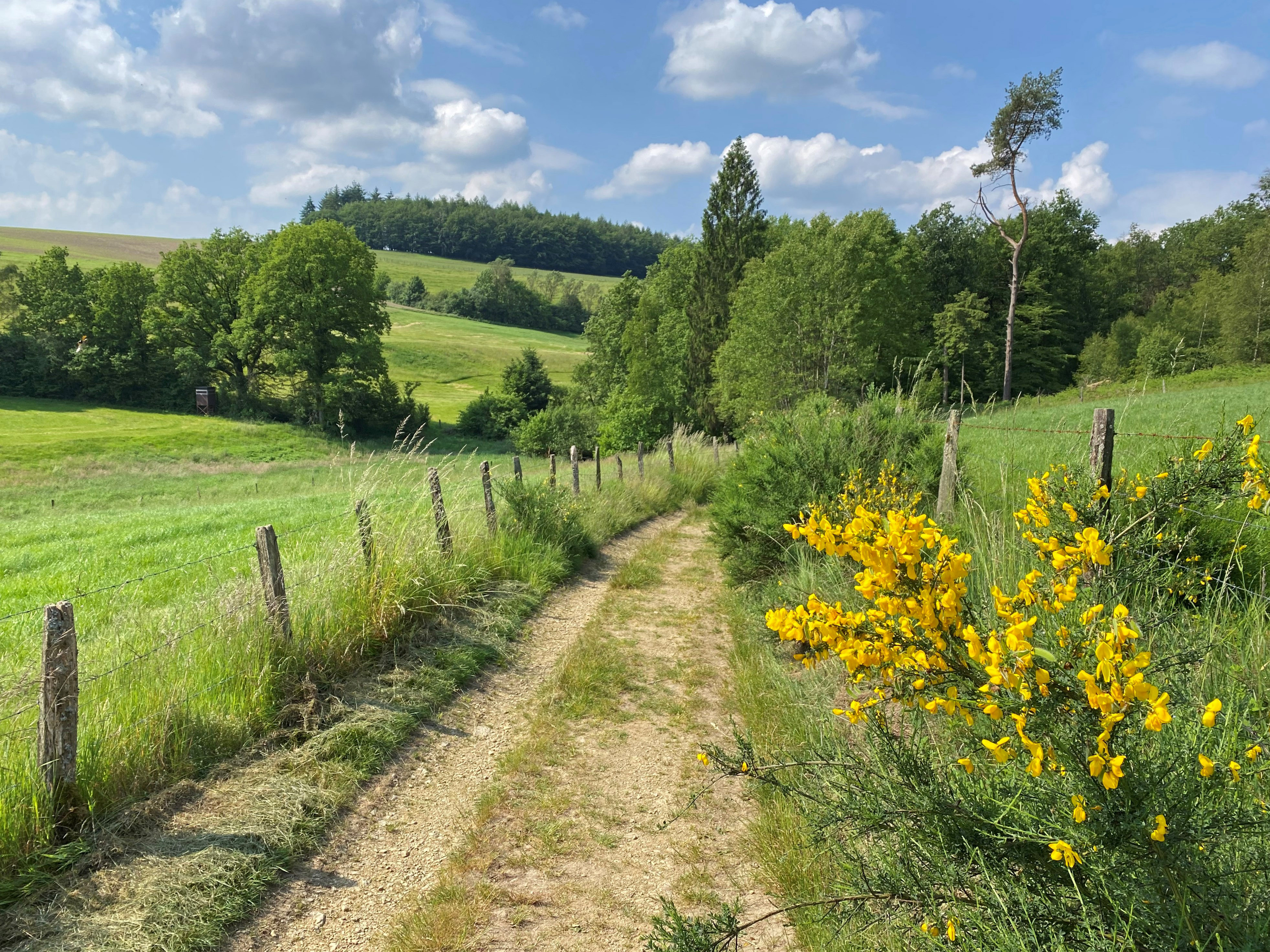
Ispringrader Bachtal
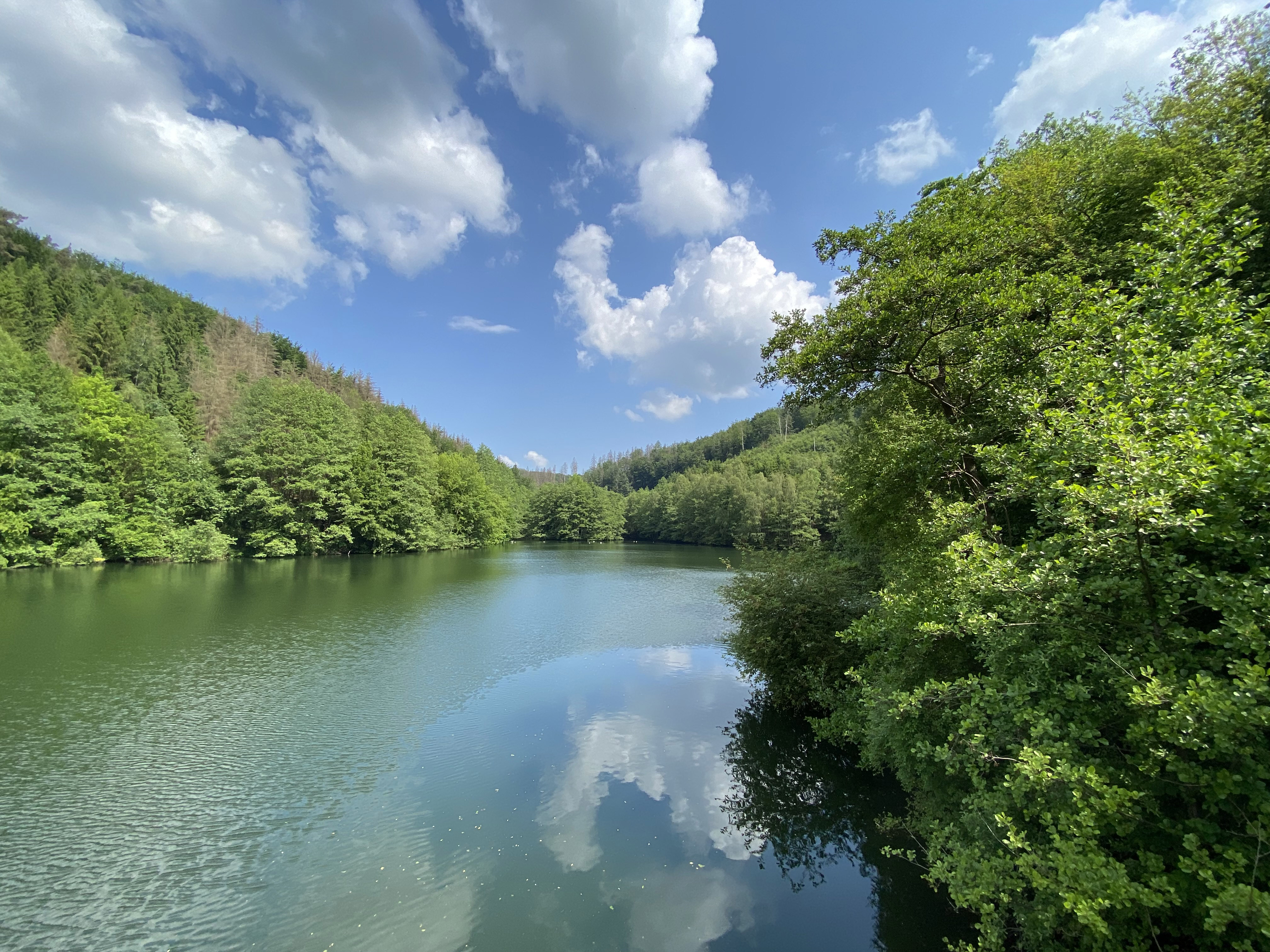
Wiebach-Vorsperre
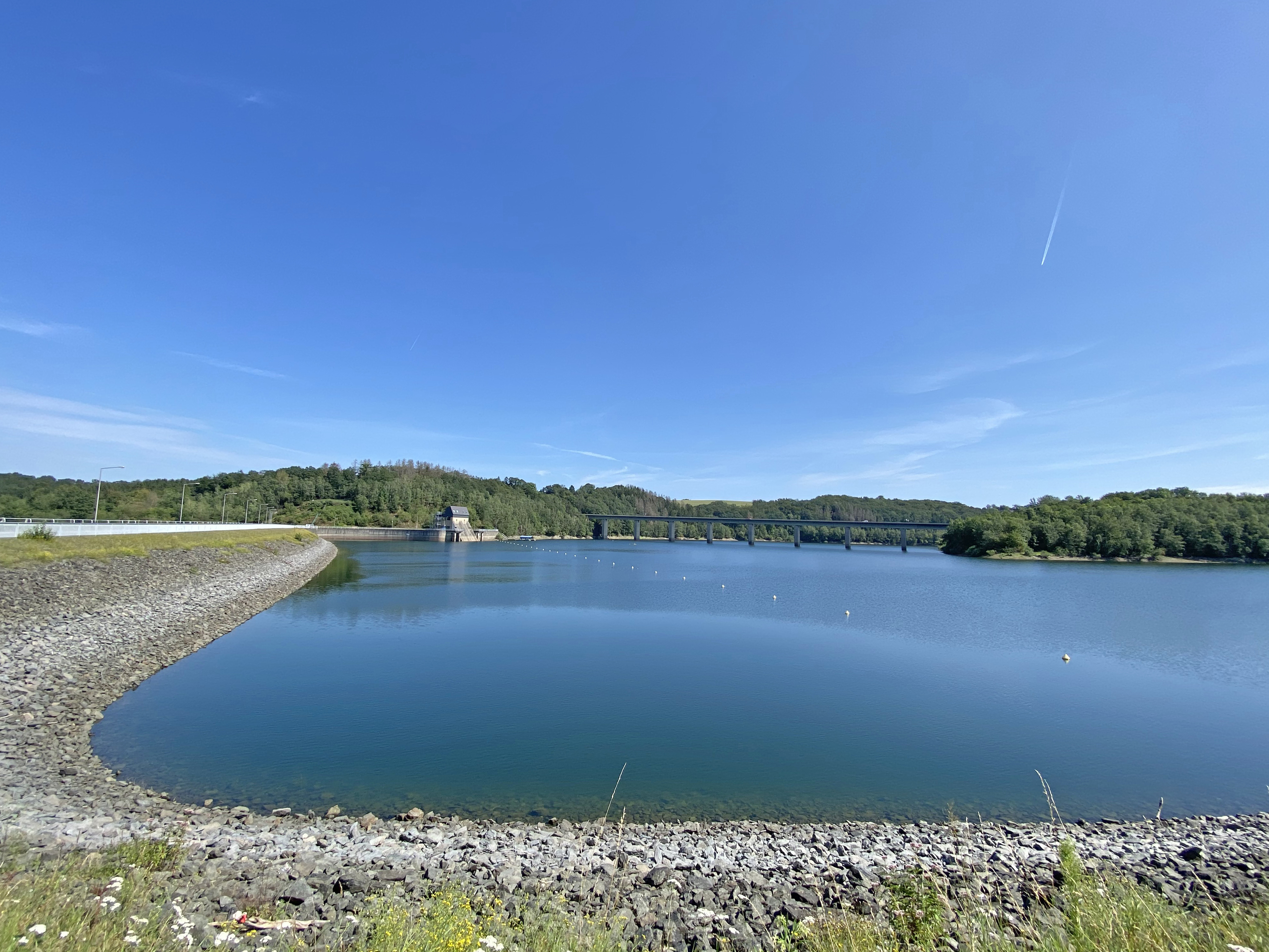
Wuppertalsperre
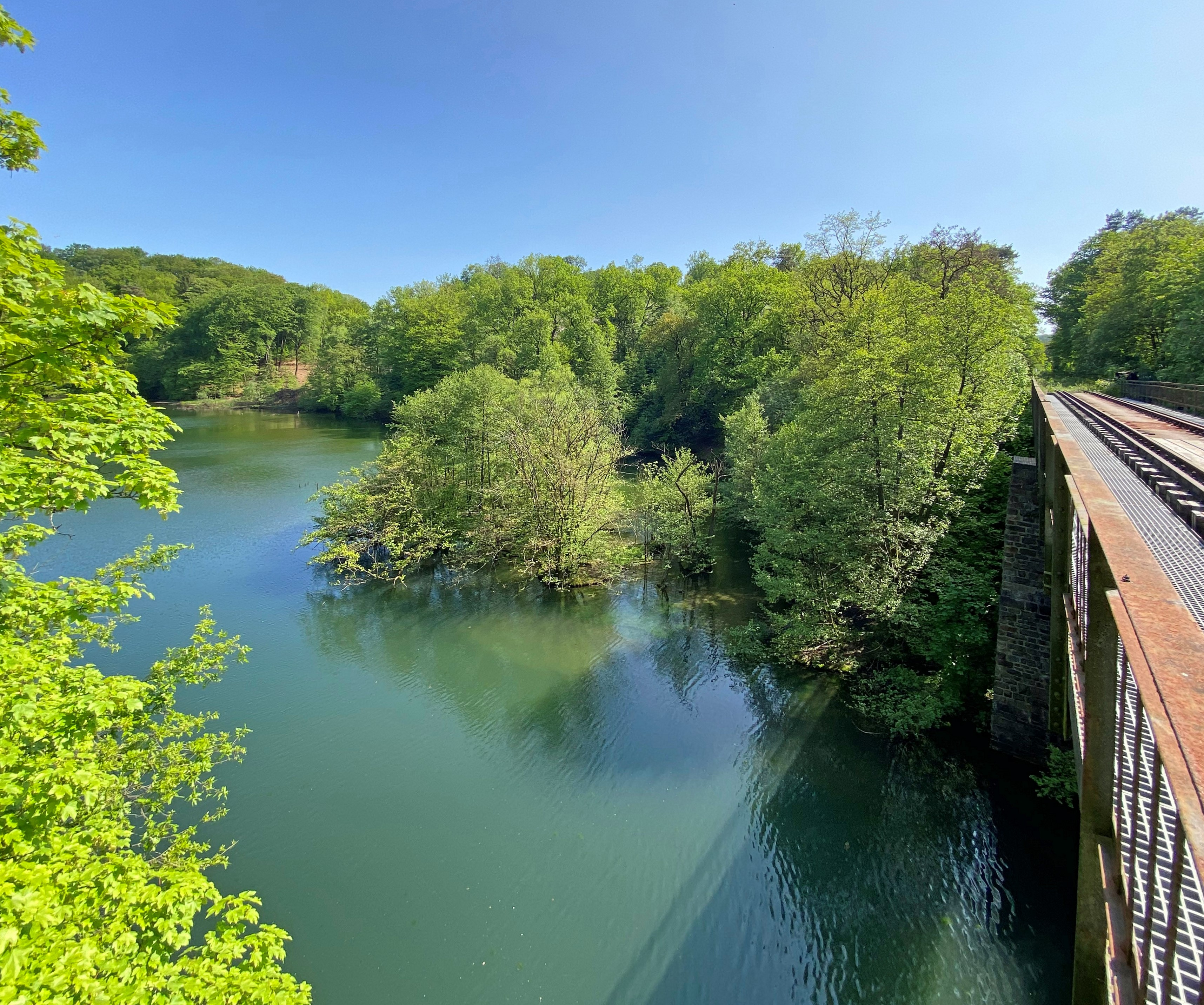
Eisenbahnbrücke bei Wilhelmstal über die aufgestaute Wupper
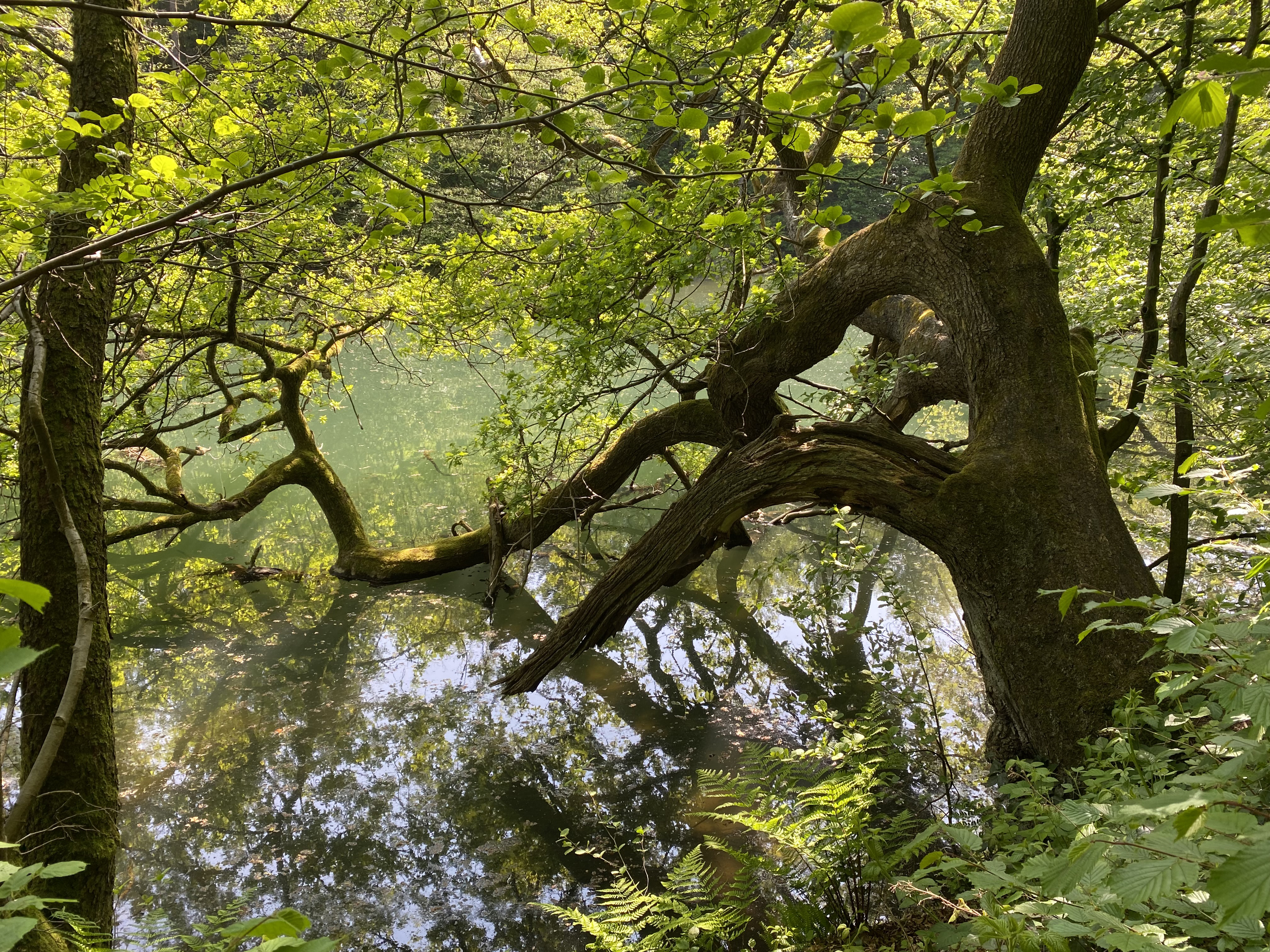
Bizarrer Uferbaum an der Wupper bei Wilhelmstal
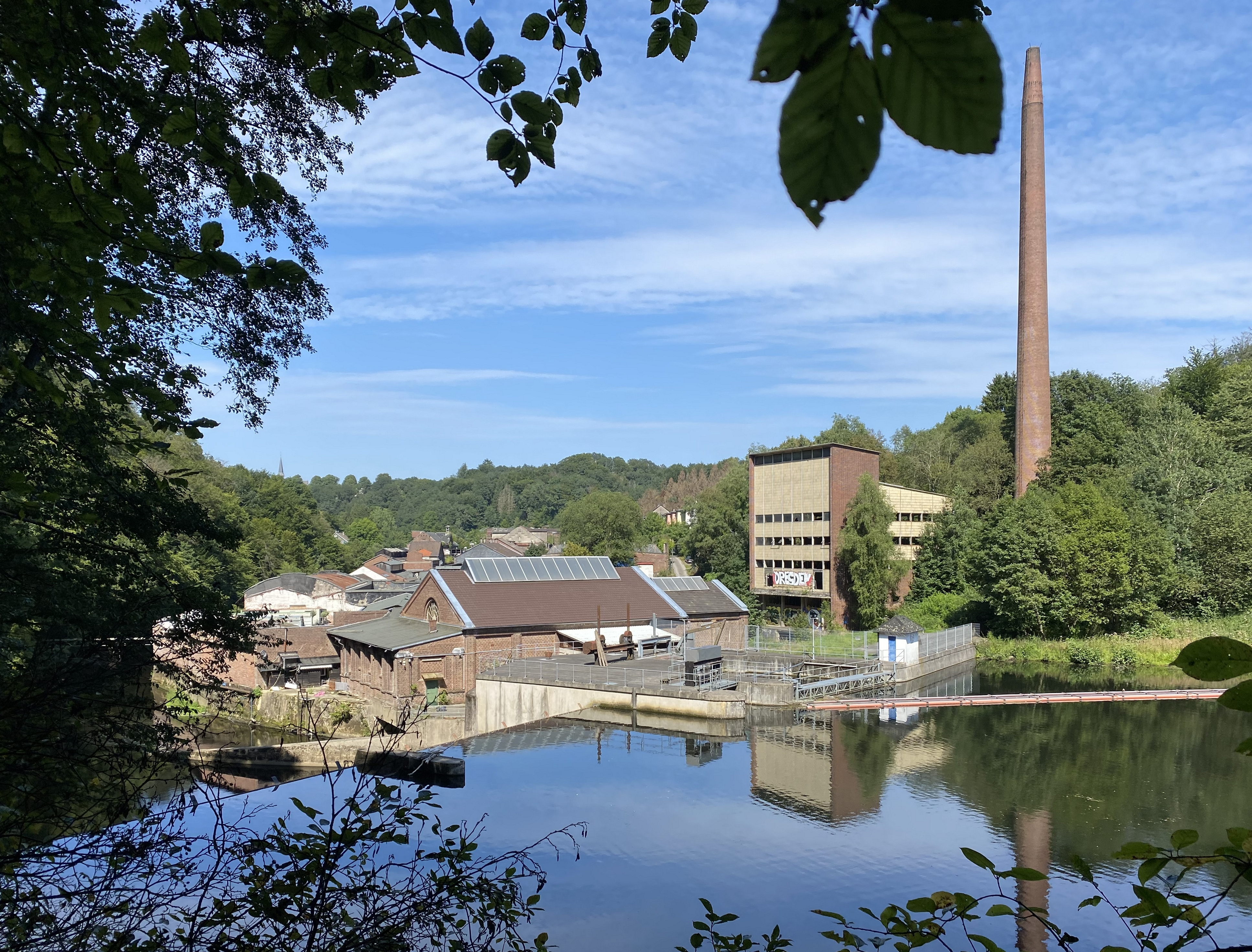
Stauanlage Dahlhausen
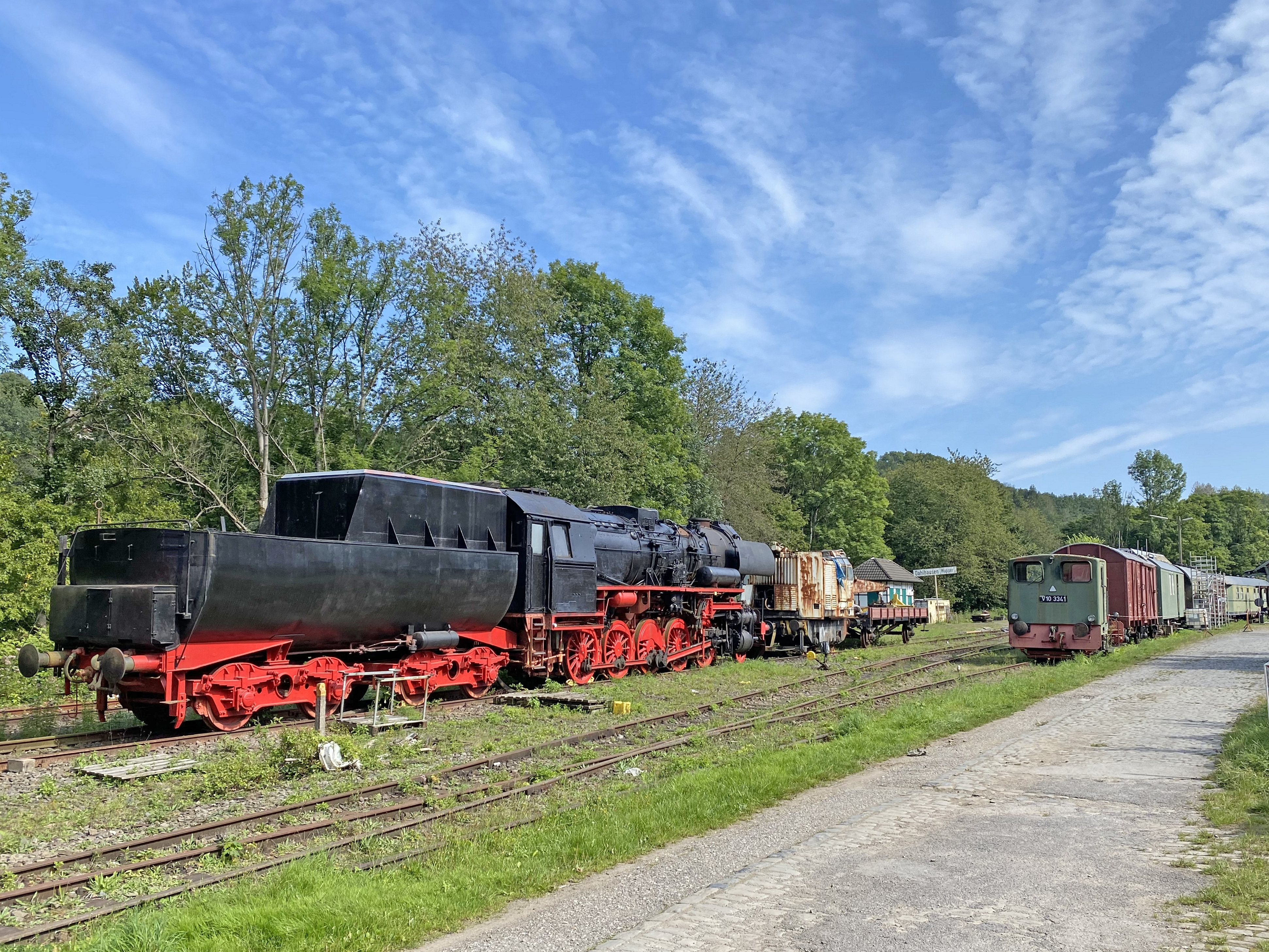
Eisenbahnmuseum Radevormwald-Dahlhausen
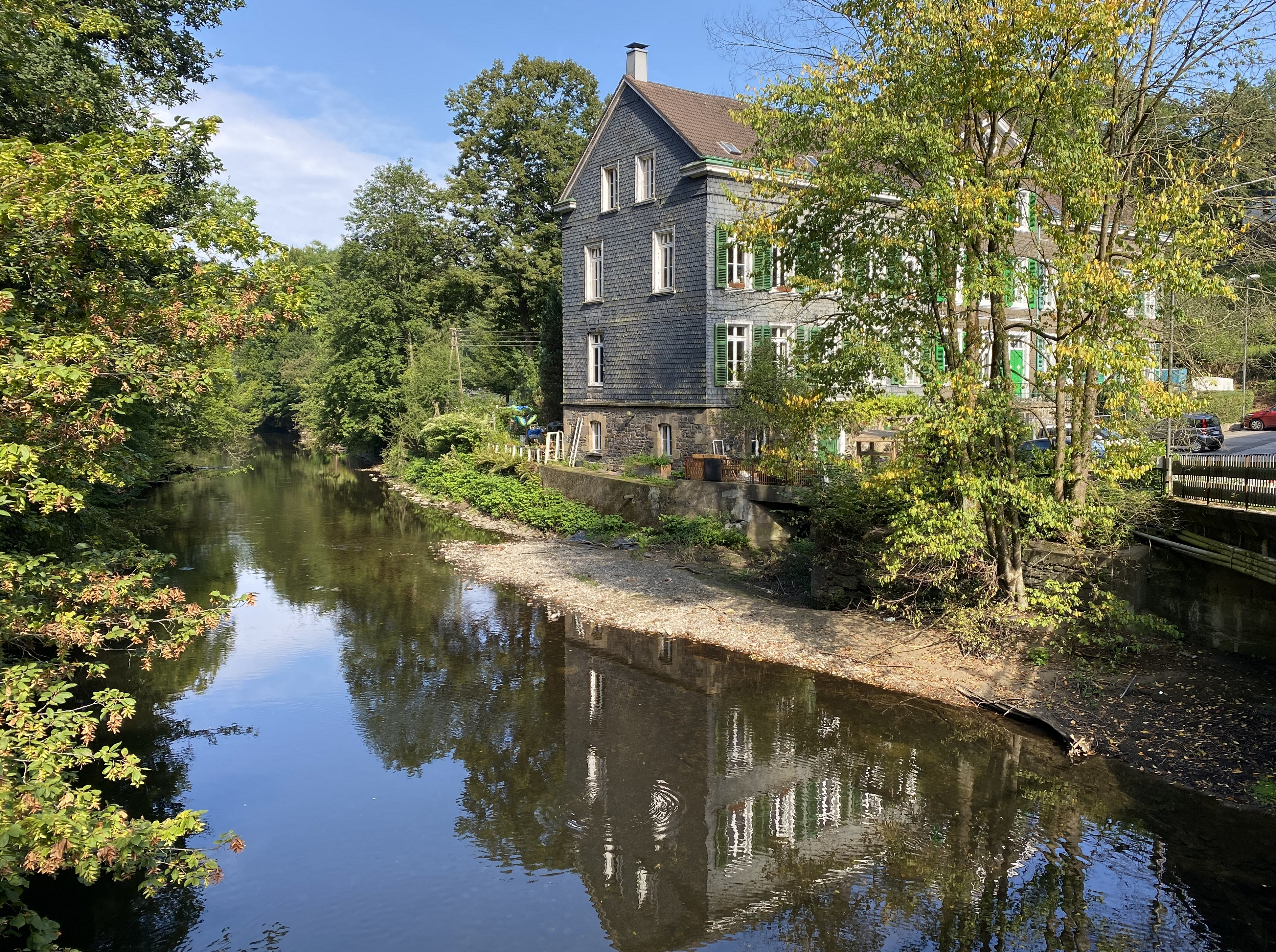
Vogelsmühle – alter Industriestandort an der Wupper
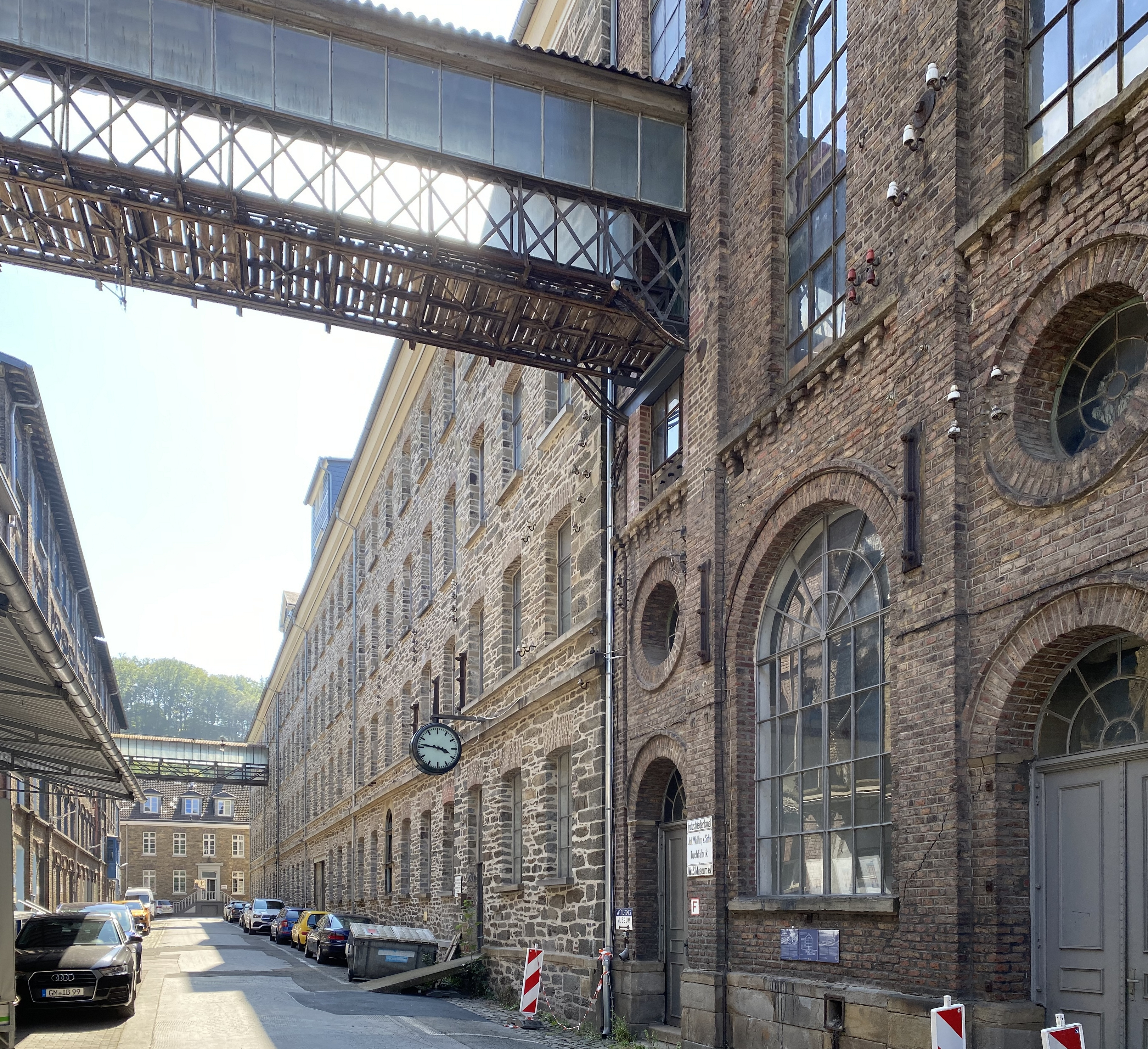
Wülfing-Museum – ehem. Tuchfabrik (Werkstraße)
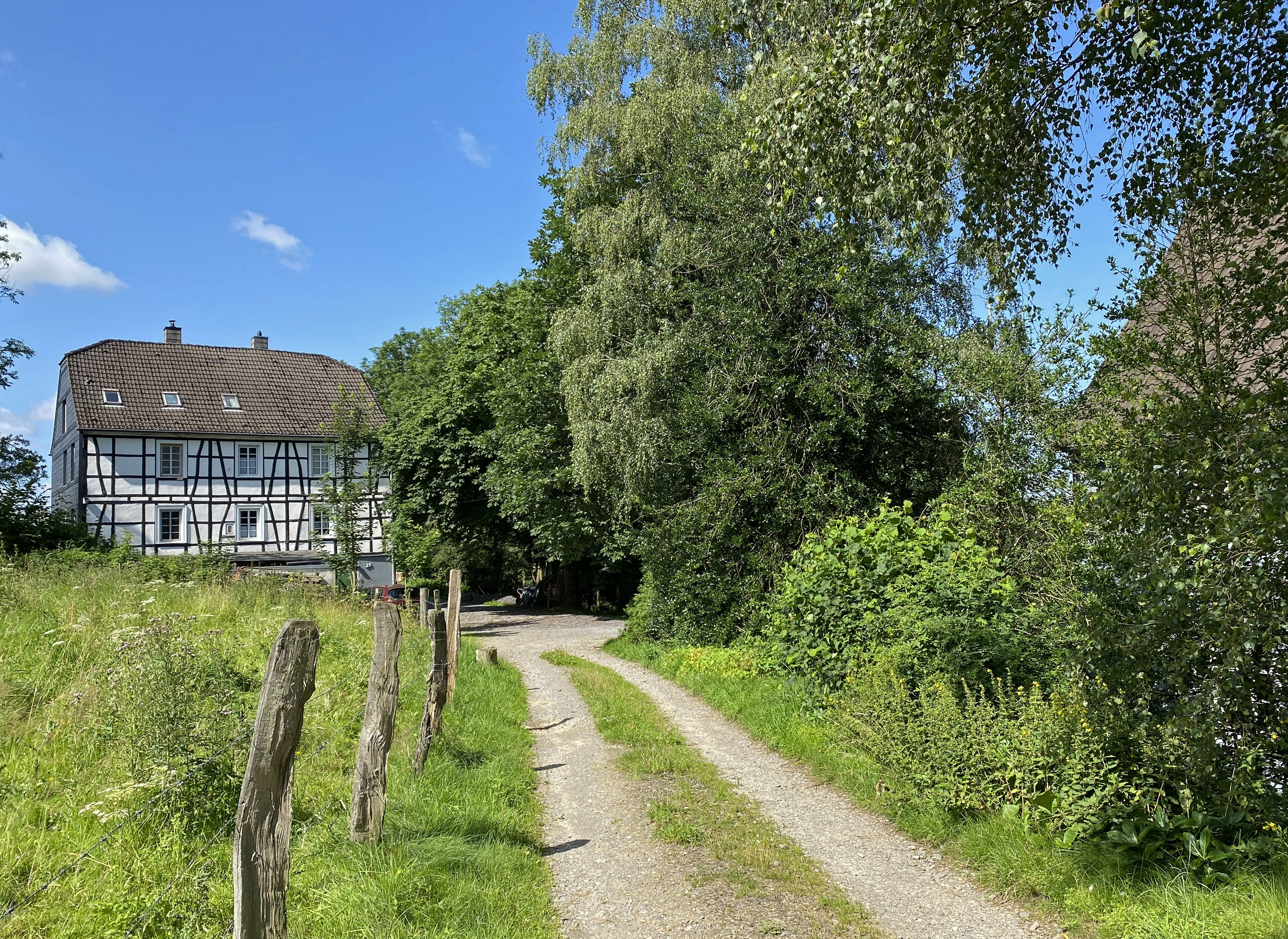
Fachwerk in Herkinrade (Baudenkmal)
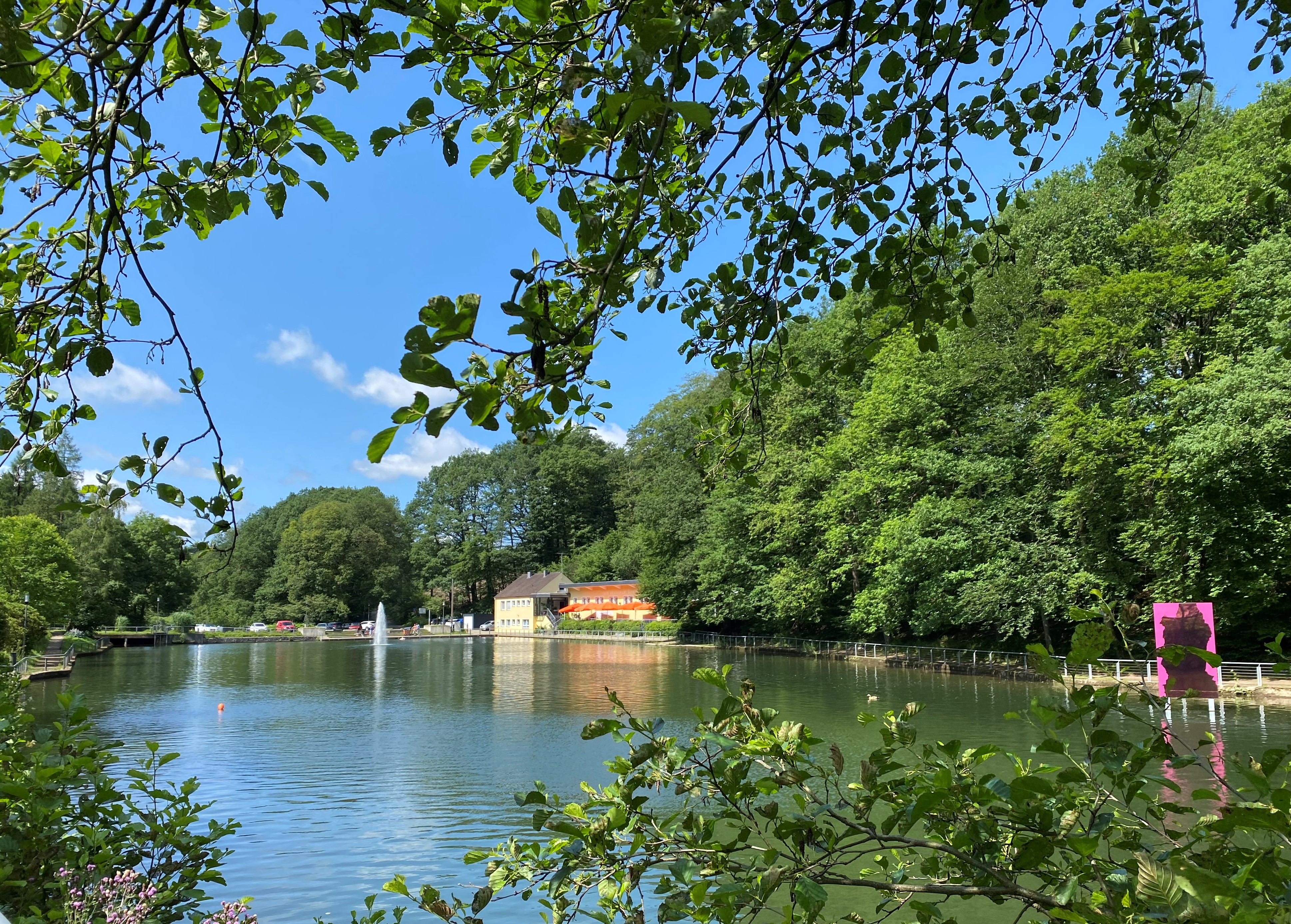
Uelfebad
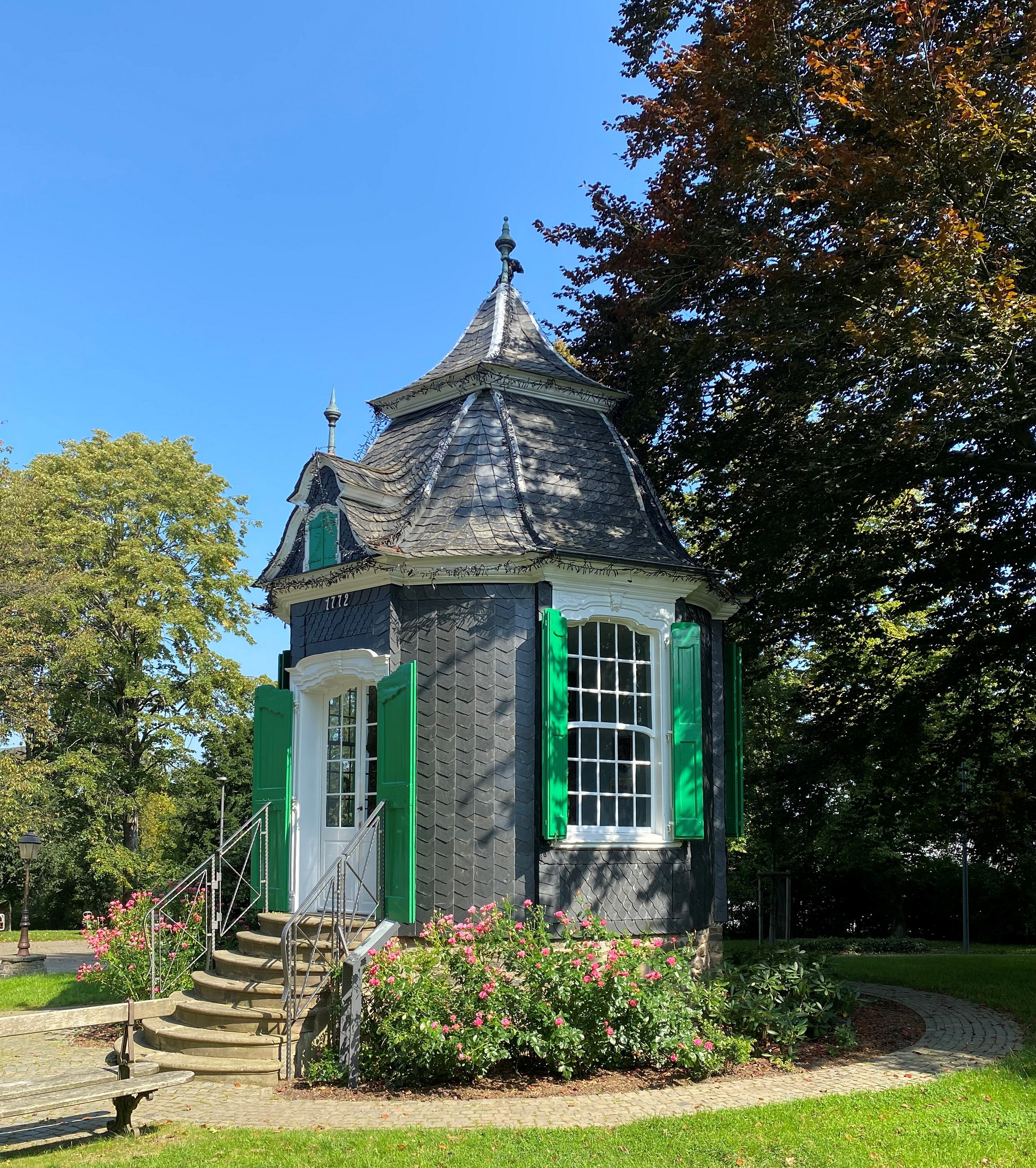
Historisches Gartenhaus (1772) in Radevormwald